# Roeser Medical
Die Roeser-Unternehmensgruppe (Eigenschreibung: ROESER-Unternehmensgruppe) ist ein mittelständischer Unternehmensverbund, der eine breite Dienstleistungspalette von über 800.000 Artikeln von 900 Herstellern im Healthcare-Bereich anbietet. Hierzu gehören Produkte der Aesculap AG, Karl Storz Endoskope und Welch Allyn GmbH & Co. KG. Die Gruppe gehörte bis Mai 2017 zur Konzernmuttergesellschaft RMG German Holding GmbH mit Sitz in Essen. Über ein Management-Buy-out hat sich das schwedische Private-Equity-Unternehmen EQT ab August 2010 beteiligt. Am 24. Mai 2017 gab die deutsche private Klinikgruppe Sana Kliniken AG die Übernahme der Roeser-Unternehmensgruppe bekannt.
Mit einem Umsatz von 120 Mio. Euro und über 350 Mitarbeitern in Deutschland ist Roeser Marktführer im Bereich der Systemlieferung für das Gesundheitswesen und betreut 750 Krankenhäuser. Hauptgesellschafter ist seit 2006 die Rosalia HealthCare AG mit Sitz in Senningerberg, Luxemburg.
Zur Roeser-Gruppe gehören:
- ROESER Medical GmbH, Essen (Instrumentenmanagement, Projektmanagement, Reparaturen, Technisches Gerätemanagement und EDV-Systeme).
- HOSPIGATE GmbH, Essen (Krankenhausvollversorgung und Kontraktlogistik).

Ein weiterer Standort von Roeser Medical GmbH befindet sich in Leinfelden-Echterdingen bei Stuttgart durch die Übernahme der EHS Medizintechnik GmbH im August 2013.
Aufgrund von Marktveränderungen und hohen gesetzlichen Anforderungen hat Roeser Medical im April 2024 verkündet, das Handelsgeschäft zum 31. August 2024 einzustellen.

## Geschichte
1918 gründete Leonhard Hermann Josef Roeser in Essen eine Werkstatt für Prothesen für die Kriegsversehrten des Ersten Weltkriegs und später des Zweiten Weltkriegs. Ab 1946 baute der Sohn Reiner Roeser die Geschäftstätigkeit um den Bereich Medizintechnik aus, der anfangs hauptsächlich aus der Krankenhausversorgung mit chirurgischen Instrumenten und deren Reparatur bestand. Auch dessen Bruder Leonhard Roeser wurde in die Geschäftsleitung aufgenommen und forcierte die Orthopädietechnik. 1967 betreute Roeser im Ruhrgebiet bis zu 30 Krankenhäuser. Nach dem Tod des Firmengründers 1979 übernahmen seine Söhne Leonhard und Reiner die Leitung des Unternehmens. 1992 trat auch der Enkel Jochen Roeser in das Unternehmen ein und übernahm kurz darauf die Leitung. Durch Veränderung des Gesundheitsmarktes durch das Gesundheitsstrukturgesetz (GSG) mit der Budgetierung bei den Krankenhäusern kam es zu einem Umsatzeinbruch. Ab 1995 erfolgte die Ausrichtung auf ein Dienstleistungsunternehmen mit den Schwerpunkten medizinisch-technisches Gerätemanagement, Instrumentenmanagement und Versorgung mit OP-Sets.
Um die Marktführerschaft in Nordrhein-Westfalen zu erlangen, stießen auch die Unternehmen Westmed (Duisburg) und Lukas (Münster) zum Verbund. 1998 wurde ein vollautomatisches Hochregallager in Mülheim errichtet. 1999 fusionierten die einzelnen Handelsunternehmen zur Roeser Medical GmbH Co. KG. Im November 2004 wurde die MWB Medizintechnik in Bremen übernommen.
Im Juli 2006 schied der bisherige Geschäftsführer Jochen Roeser aus dem Unternehmen aus, nachdem die Rosalia HealthCare AG, Luxemburg Hauptgesellschafter der Roeser-Gruppe geworden war. Im Dezember 2009 wurde der Firmensitz von Mülheim an der Ruhr auf das ehemalige Nokia-Werksgelände in Bochum verlegt.
Seit dem 21. Dezember 2015 agiert ROESER wieder von Essen aus. Dazu wurde ein neues Verwaltungs- und Logistikgebäude in Essen-Kray gebaut.
Am 24. Mai 2017 wurde die Roeser-Unternehmensgruppe von der privaten Klinikgruppe Sana Kliniken AG übernommen.
Ende 2020 wurde der Standort der Verwaltung in Essen-Kray geschlossen und 140 Mitarbeiter entlassen. Nur der Logistikstandort blieb erhalten.